# Associazione Calcio ChievoVerona
Ne pas confondre avec Hellas Vérone, un autre club de football basé à Vérone.
Maillots
L'Assoziaeione Calcio ChievoVerona, mieux connue sous le nom de ChievoVerona ou plus simplement Chievo, est un club de football italien basé dans la ville de Vérone, représentant le district de Chievo. 
Il évolue en Serie D (D4).
En 1948, un autre club vient de se fonder sous le nom de Associazione Calcio Chievo et déclare qu'il va suivre le même chemin du club défunt fondé en 1929 puisqu'il porte son même nom (Chievo). Ce mot était tiré de la Frazione di Chievo. Ce nouveau nom (Associazione Calcio Chievo) a été toujours maintenu jusqu'aujourd'hui, Le nom de la ville — Verona — a été ajouté dans le nom officiel du club seulement lors de la saison 1989-1990.
AC ChievoVerona évolue dans le championnat d'Italie de football de 2008 à 2019. Le club est présidé par Luca Campedelli de 1992 jusqu'en 2021.
Rétrogradé en Serie D en juillet 2021, le club disparaît définitivement le 22 août 2021, faute de repreneur.
En 2024, le club est refondé et repart en Serie D pour la saison 2024-2025.

## Repères historiques

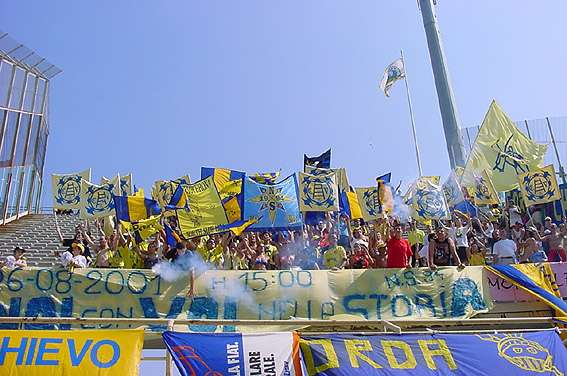
Tifosi du Chievo.

Le club est fondé en 1929 sous le nom de OND Chievo. Le club cesse ses activités entre 1935 et 1948. Lors de sa refondation en 1948, le club adopte le nom d' Associazione Calcio Chievo. Sponsor oblige, le club est rebaptisé Cardi Chievo en 1959. Le club retrouve son nom d' Associazione Calcio Chievo en 1974, puis adopte celui de Paluani Chievo en 1980, sponsor oblige, avant de revenir à Associazione Calcio Chievo en 1985.
Le club accède au statut professionnel en 1986 et il est rebaptisé Associazione Calcio ChievoVerona en 1990.
Il disparaît en août 2021 alors qu'il croule sous les dettes.

## Identité du club

### Changements de nom
- 1929-1948 : Nazionale Dopolavoro Chievo
- 1948-1960 : Associazione Calcio Chievo
- 1960-1975 : Associazione Calcio Cardi Chievo
- 1975-1981 : Associazione Calcio Chievo
- 1981-1986 : Associazione Calcio Paluani Chievo
- 1986-1990 : Associazione Calcio Chievo
- 1990- : Associazione Calcio ChievoVerona

### Rivalités
Ce club est marqué par sa rivalité avec l'autre équipe de la même ville : l'Hellas Vérone, avec laquelle elle dispute le fameux Derby de Vérone.

## Palmarès et résultats

### Palmarès
- Championnat de Serie B (D2) :
  - Champion : 2008
- Championnat de Serie C1 (D3-groupe A) :
  - Champion : 1994
- Championnat de Serie C2 (D4-groupe C) :
  - Champion : 1986

### Records individuels
|   | Nom               | Matchs | Dates                           |
| - | ----------------- | ------ | ------------------------------- |
| 1 | Sergio Pellissier | 441    | 2000, 2002-                     |
| 2 | Lorenzo D'Anna    | 355    | 1994-2007                       |
| 3 | Maurizio D'Angelo | 333    | 1988-1991, 1991-2003, 2003-2004 |
| 4 | Salvatore Lanna   | 325    | 1996-2007                       |
| 5 | Luciano           | 311    | 2000-2003, 2004-2013            |

|   | Nom                 | Buts | Dates       |
| - | ------------------- | ---- | ----------- |
| 1 | Bruno Vantini       | 159  | 1952-1971   |
| 2 | Sergio Pellissier   | 121  | 2000, 2002- |
| 3 | Riccardo Gregorotti | 59   | 1973-1976   |
| 4 | Silvino Martinelli  | 55   | 1948-1955   |
| 5 | Federico Cossato    | 49   | 1997-2008   |

### Parcours européen
Adversaires rencontrés :  Étoile rouge de Belgrade,  Levski Sofia,  Sporting Braga

## Joueurs et personnalités du club

### Présidents
Le tableau suivant présente la liste des présidents du club depuis 1931.
| Rang | Nom                | Période   |
| ---- | ------------------ | --------- |
| 1    | Antonio Recchia    | 1931-1936 |
| 2    | Alessandro Recchia | 1948-1952 |
| 3    | Giulio Compri      | 1952-1953 |
| 4    | Lodovico Iorio     | 1953-1955 |
| 5    | Guglielmo Bianconi | 1955-1956 |
| 6    | Mario Vantini      | 1956-1957 |

| Rang | Nom                 | Période   |
| ---- | ------------------- | --------- |
| 7    | Domenico Zivelonghi | 1957-1958 |
| 8    | Arturo Spada        | 1958-1959 |
| 9    | Luigi Vantini       | 1959-1961 |
| 10   | Arturo Spada        | 1961-1962 |
| 11   | Luigi Vantini       | 1962-1964 |
| 12   | Luigi Campedelli    | 1964-1965 |

| Rang | Nom                 | Période   |
| ---- | ------------------- | --------- |
| 13   | Umberto Bottacini   | 1965-1969 |
| 14   | Lodovico Iorio      | 1969-1975 |
| 15   | Giuseppe Montresor  | 1975-1976 |
| 16   | Giuseppe Campedelli | 1976-1980 |
| 17   | Franco Bottacini    | 1980-1981 |
| 18   | Fernando Righetti   | 1981-1986 |

| Rang | Nom              | Période   |
| ---- | ---------------- | --------- |
| 19   | Bruno Garonzi    | 1986-1990 |
| 20   | Luigi Campedelli | 1990-1992 |
| 21   | Luca Campedelli  | 1992-     |

### Entraîneurs
- Alberto Malesani (1995-1997)
- Domenico Caso (1998-2000)
- Luigi Del Neri (2000-2004)
- Mario Beretta (2004-2005)
- Giuseppe Pillon (2005-2006)
- Luigi Del Neri (2006-2007)
- Giuseppe Iachini (2007- nov. 2008)
- Domenico Di Carlo (nov. 2008-2010)
- Stefano Pioli (2010-2011)
- Domenico Di Carlo (2011-sep. 2012)
- Eugenio Corini (sep. 2012- 2013)[5]
- Giuseppe Sannino (2013-nov. 2013)
- Eugenio Corini (2013-oct. 2014)
- Rolando Maran (oct. 2014-avr. 2018)

Tous les joueurs ont été libérés de leur contrats à la suite de la liquidation du club

### Joueurs emblématiques
- Paul-José Mpoku
- Amauri
- Daniel Andersson
- Simone Barone
- Roberto Baronio
- Andrea Barzagli
- Oliver Bierhoff
- Matteo Brighi
- Eugenio Corini
- Bernardo Corradi
- Lorenzo D'Anna
- Stefano Fiore
- Emanuele Giaccherini
- Júlio César
- Kerlon Moura Souza
- Kamil Kosowski
- Nikola Lazetić
- Nicola Legrottaglie
- Stephen Makinwa
- Christian Manfredini
- Luca Marchegiani
- John Mensah
- Victor Nsofor Obinna
- Bogdan Pătraşcu
- Simone Pepe
- Simone Perrotta
- Mauricio Pinilla
- César Prates
- Flavio Roma
- Luigi Sala
- Mario Alberto Santana
- Giuseppe Sculli
- Franco Semioli
- Simone Tiribocchi
- Mario Yepes
- Luciano Zauri
- Gelson Fernandes
- Sergio Pellissier